# Придніпровський хімічний завод
Виробниче об'єднання Придніпровський хімічний завод — колишнє державне підприємство, що спеціалізувалося на переробці  уранової руди, на виробництві фосфатних добрив з продуктів уранового виробництва, синтетичних сорбентів та екстрагентів, хімічних солей та речовин, рідкісноземельної продукції, цирконію тощо.

## Історія створення
У 1946 році розпочалось будівництво заводу № 906 у Дніпродзержинську, для виробництва атомної зброї (з 1966 року —Виробниче об'єднання  Придніпровський хімічний завод), під керівництвом Михайла Прокоповича Аношкіна, який продовжував керувати заводом до 1975 року. Для зведення заводу було відселено селище Тритузне, на місці яких постали тимчасові концтабори з ув'язненими та німецькими військовополоненими, які й будували завод. Будівництво було завершене за два роки. Перші радянські атомні бомби були виготовлені з урану добутого в Дніпродзержинську. Проєкт будівництва був засекречений — працівників заводу були змушені дотримуватись підписки про нерозголошення. Крім будівництва самого заводу велось будівництво власного житлового фонду, спорткомплексів.
1975 року директором ПХЗ став начальник уранового цеху Юрій Федорович Коровін, за керівництва якого було скасовано уранову програму.

## Діяльність
З 1946 по 1992 рік підприємство займалося переробкою уранової руди (виробництво  закису-окису урану) — на заводі перероблялось 65 % уранових руд Радянського союзу. Протягом 1950-х років  на доменній печі № 6 Дніпровського металургійного заводу  відбувалось плавлення урановмісного шлаку, з якого згодом добувався уран, внаслідок чого під час викидів відходів на місто сипався радіоактивний пил. У 1974 році почалися спроби переробки тепловидільних елементів, але у зв'язку зі зростанням кількості онкологічних хвороб у місті від цієї ідеї відмовились.
Промисловий цикл з виробництва продукції ядерної галузі охоплював підприємства на теренах всього Радянського Союзу, а ПХЗ був його важливою ланкою. Постачання сировини відбувалось з різних територій колишнього СРСР та Східної Європи: апатит — Кольський півострів, уранові руди —родовище "Вісмут" (Німецька Демократична Республіка), Мангишлак (Казахстан), Жовті Води, де, одночасно із будівництвом ПХЗ, відбувалось будівництво Східного гірничо-збагачувального комбінату з видобування уранової руди.
У 1992  році  виробництво урану було припинене. Причиною цього стали розпад Організації Варшавського Договору (найбагатші руди постачались з НДР) та СРСР.
У 1999 році відбулась конверсія (розчленування) заводу на декілька підрозділів. Зокрема першим було відділено ДП «Бар'єр», яке займалось доглядом за місцями захоронення відходів заводу. На базі підприємства було створено 12 окремих компаній, серед яких найпотужнішими є: Державне науково-виробниче підприємство «Цирконій», Державне підприємство «Смоли», Державне підприємство "Поліхім",   Закрите Акціонерне Товариство «Амофос» , Закрите Акціонерне Товариство "Нітрофос" (з 2007 року "Амофос" і "Нітрофос" об'єднані  у Публічне акціонерне товариство Придніпровський завод мінеральних добрив),   Придніпровський державний гідрометалургійний завод та Придніпровський завод кольорових металів, 38 відділ інженерно-технічних частин.

## Державне підприємство Придніпровський хімічний завод
Одним з підприємств утворених у 1999 році внаслідок конверсії було Державне підприємство Придніпровський хімічний завод, що спеціалізувалося на виробництві фосфатних добрив та фосфогіпсу для захисту від іонізуючого радіоактивного опромінення на сховищах радіоактивних відходів колишнього ВО ПХЗ та Чорнобильської АЕС. З самого початку утворення фінансовий стан заводу залишався складним. У  листопаді 2007 року ДП ПХЗ було оголошене банкрутом і ліквідоване, а його майно виставлене на продаж.

## Екологія
Кількість радіоактивних відходів, що накопичились у відвалах поблизу підприємства з 1948 по 1991 рік, становить 36,34 млн т (18,96 млн км³). Як хвостосховища використовували глиняні кар'єри, а радіоактивні відходи разом з отруйною хімією зливали в яри. На території міста та на його околицях розташовано 9 хвостосховищ, шість з яких є незаконсервованими, тому є постійним джерелом екологічної небезпеки. Ситуація ускладнюється тим що виробничі приміщення уранових цехів були покинуті в 1992 році практично за один день без попередніх дезактиваційних робіт, залишивши радіоактивний матеріал на місці. Станом на 2020 рік радіаційний фон покинутих приміщень уранового виробництва місцями перевищував чорнобильський.
У 1964 році на підприємстві з'явились перші очисні споруди. У 2003 році була затверджена програма Кабміну тривалістю 11 років про «приведення небезпечних об'єктів колишнього виробничого об'єднання „Придніпровський хімічний завод“ в екологічно безпечний стан і забезпечення захисту населення від шкідливого впливу іонізуючого випромінювання».